# Otloh von St. Emmeram
Otloh von St. Emmeram (auch: Otloch, Otlohc, Othloch, Otholochus, Otloh von Sankt Emmeran; * um 1010 in der Diözese Freising; † 23. November kurz nach 1070 in Regensburg) war ein geistlicher Schriftsteller.

## Lebensdaten
Otloh stammte aus einer begüterten Familie. Er wurde in der Klosterschule in Tegernsee ausgebildet, von wo aus er aufgrund seiner Schreibbegabung nach Franken geschickt wurde. Um 1024 muss er sich im Kloster Hersfeld aufgehalten haben, später war er Kleriker im Bistum Freising. Dort kam es 1032 zum Streit mit dem Archipresbyter Werinher, weshalb Otloh als Mönch in das Benediktinerkloster St. Emmeram zu Regensburg eintrat.
In St. Emmeram war Otloh als Dekan und Leiter der Klosterschule tätig. Zu seinen Schülern zählte unter anderem Wilhelm von Hirsau. Reisen führten ihn nach Montecassino und Fulda. Dorthin ging er auch 1062 wegen eines Konflikts mit Bischof Otto von Regensburg, kam aber 1066/67 über Amorbach nach Regensburg zurück.

## Zur Person
Otloh war ein begabter Schriftsteller, der nicht vor Kritik an Kirche und Klerus (z. B. dem Regensburger Bischof Gebhard III.) zurückschreckte. Doch wurde er zeitlebens immer wieder von schweren Gewissenskonflikten belastet, die teilweise in den Schilderungen seiner Visionen fassbar sind. So hatte er beispielsweise eine Vorliebe für Werke antiker Autoren (z. B. Lukan), deren Lehren aber in Gegensatz zu seinem christlichen Glauben standen.
In einer Serie von Urkundenfälschungen (zwischen 1050 und 1056) versuchte er, die besondere Förderung des Klosters durch Kaiser und Könige, beginnend mit Karl dem Großen, und somit den Vorrang des Klosters vor dem Bischof von Regensburg zu untermauern. Er fälschte dabei drei Kaiser- und eine Papsturkunde, um den Besitz der Mönche vor dem Bischof zu sichern. Der (oder die) Fälscher ging(en) dabei sehr raffiniert vor: Es wurde eine echte Urkunde abgeschabt und neu beschrieben, jedoch die Rekognitionszeile sowie das Siegel der echten Urkunde wurde stehen gelassen; nach dem Wortlaut des Spuriums einer Urkunde des Königs Ludwig das Kind sollten dem Kloster alle denkbaren Freiheiten und vor allem die Reichsunmittelbarkeit gewährt worden sein. Da diese Fälschungen anfangs nicht zu dem erhofften Erfolg führten (erst 1295 bestätigte König Adolf von Nassau das gefälschte Diplom seines Vorgängers und belehnte Abt Karl als Reichsfürsten mit den Regalien), verlagerte er die Auseinandersetzung auf die Abfassung von historiographischen Schriften, in denen er die Bischöfe von Regensburg für den Niedergang des Klosters verantwortlich machte und ihnen mit Höllenqualen drohte. In seinem Liber visionum stellte er Bischof Gebhard III. von Regensburg, den „allerhärtesten Pharao“, als einen verdorrten Baum dar, der durch das „göttliche Beil“ bald abgeschlagen werde; ein andermal sah er ihn im Feuer der Verdammnis schmachten. In einer weiteren Vision wird von einem Einsiedler Gunthar berichtet, der in der Hölle zwei Stühle sieht, der größere ist für den Regensburger Bischof Gebhard III. und der kleinere für den Prager Bischof Severus gedacht. Der eine schmachtet in der Hölle, weil er das Volk unterdrücke, der andere weil er es in Unwissenheit halte. Zwischen diesen steht ein leerer Thron, der dem Satan vorbehalten ist. Diese Visionen hatten den Vorteil, dass niemand dafür bestraft werden konnte, wenn er behauptete, diese Visionen gehabt zu haben.
Ein zweiter Betrugsversuch des Klosters, der mit Otloh in Verbindung gebracht wird, ist die sog. Dionysiusfälschung. Das Kloster behauptete ab Mitte des 11. Jahrhunderts, nicht nur Begräbnisstätte des heiligen Emmeram zu sein, sondern auch den Leib des heiligen Dionysius zu verwahren. Dessen Gebeine, die zuerst in der Kathedrale von Saint-Denis bestattet waren, seien durch Kaiser Arnulf von Kärnten während eines Feldzuges 899 von dort entführt und nach St. Emmeram gebracht und im Laufe der Zeit vergessen worden. Aber bei einem Klosterbrand nach der Jahrtausendwende seien zwei Kästchen mit seinen Gebeinen wiederentdeckt worden und 1049 bei einer Öffnung bestätigt und durch Kaiser und Papst Leo IX. anerkannt worden. Zum Beleg wird auch auf drei aufgefundene Inschriftensteine verwiesen, auf denen der fiktive Ablauf des Geschehens dargestellt wird. Diese werden heute als Fälschung angesehen. Damals wurde die Emmeramskirche durch den Anbau des Westschiffes erweitert, wobei ein Bildnis des Dionysus am Eingang angebracht wurde. Auch dieses enthält eine verfälschende lateinische Inschrift (GALLIA TRANSLATU(M) GEMIT HVC QVEM TRINA PATRONV(M) EXSTAT IMAGO TUI PIE MACHARIONS DIONISI; dt. „Gallien klagt über den hierher übertragenen Schutzheiligen, den dein dreifaches Bild darstellt, du gottesfürchtiger und seliger Dionysius.“).
Die Mehrzahl seiner Werke erfuhr zunächst keine große Verbreitung, und seine Schriften wurden erst um 1500 vom Bibliothekar von St. Emmeram wiederentdeckt.

## Werke
- Otlohs Gebet – ein in Altbairisch verfasster Text
- De confessione actuum meorum – autobiographische Schrift, verloren
- De doctrina spirituali
- De admonitione clericorum et laicorum
- De permissionis bonorum et malorum causis – seelsorgerischer Brief
- De cursu spirituali
- Libellus de tentationibus – autobiographische Schrift
- Liber proverbiorum – Spruchsammlung antiker und christlicher Autoren für den Schulunterricht
- Liber visionum – Sammlung der zahlreichen Visionen Otlohs und anderer Visionäre
- Liber de temptatione cuiusdam monachi
- Vita Bonifatii
- Vita Sancti Wolfgangi
- Vita Sancti Magni
- Vita Sancti Altonis
- "Quomodo legendum sit in rebus visibilibus" – eine Predigtabhandlung (Amorbach, 1067)

## Ausgaben
- Gesammelte Werke in Migne, Patrologia Latina, CXLVI, 27-434.
- „Liber de temptatione cuiusdam monachi“ Untersuchung, kritische Edition und Übersetzung von Sabine Gäbe, 1999 (Peter Lang) ISBN 3-906759-45-8
- Liber Visionum, ed. Paul Gerhard Schmidt in: MGH Quellen zur Geistesgeschichte. Böhlau, 1989, ISBN 3-88612-073-2.